# Ahmad Raffae
T.Y.T. Tun Datuk Pengiran Haji Ahmad Raffae, SMN, SPDK, PPM (* 4. November 1907 in Sipitang, Britisch-Nordborneo; † 18. März 1995 in Kota Kinabalu, Sabah, Malaysia) war ein Beamter und von 1965 bis 1973 der 2. Yang di-Pertua Negeri Sabah, das zeremonielle Staatsoberhaupt des malaysischen Bundesstaats Sabah.

## Leben
Ahmad Raffae war das vierte Kind von O.K.K. Pengiran Haji Omar, einem früheren Deputy Assistant District Officer in Putatan. Sein Vater war der erste Einheimische, der in den Jahren 1915 bis 1922 von der North Borneo Chartered Company in dieses Amt berufen wurde.
Ahmad Raffae besuchte zunächst die private Englische Schule in Putatan und danach von 1918 bis 1922 die Schule in Papar. Anschließend setzte er von 1922 bis 1924 seine Schulbildung an der staatlichen weiterführenden Schule in Sipitang fort.
Am 1. Mai 1930 trat er als Native Officer Grade III mit einem Monatsgehalt von 15 Straitsdollar in die Dienste der North Borneo Chartered Company ein. 1941 wurde er in Beaufort in ein Ausbildungsprogramm für zukünftige Deputy Assistant District Officer (DADO) übernommen und zum Ende der Ausbildung 1942 in dieser Position festangestellt.
Während der Besetzung Sabahs durch die Japaner behielt er zunächst seinen Posten als Deputy Assistant District Officer in Beaufort und wurde dann als Gun Chu – die japanische Bezeichnung für einen Native Officer – in Sipitang, Beaufort und Kota Belud verwendet. Nach Kriegsende meldete sich Ahmad Raffae am 1. Juli 1946 zurück zum Dienst und wurde in den darauffolgenden Jahren in Tenom, Beaufort, Mempakul, Sipitang, Kuala Penyu, Labuan und zuletzt in Penampang eingesetzt.
In Penampang erreichte ihn am 1. Januar 1955 die Beförderung zum Assistant District Officer (ADO). Im September desselben Jahres wurde er nach Beluran versetzt, wo er bis zum 26. September 1957 blieb. Bis zu seiner Pensionierung am 14. Januar 1963 arbeitete er in der Position eines ADO in Labuan, Beaufort, Kuala Penyu, Ranau und Pensiangan.
Am 16. September 1965 wurde er als zweiter Yang di-Pertua Negeri Sabah vereidigt und blieb bis zum 16. September 1973 im Amt.
Pengiran Ahmad Raffae starb nach langer Krankheit am 18. März 1995 im Queen Elizabeth Hospital in Kota Kinabalu. Seine sterblichen Überreste wurden im Staatsmausoleum bei der Sabah State Mosque in Kota Kinabalu beigesetzt.
Ahmad Raffae war mit Toh Puan Dayang Hajah Kusnah binti Enche Sian verheiratet, mit der er vier Kinder hatte. Seine zweite Frau hieß Dayang Supinah binti Abdullah.

## Ehrungen
Ahmad Raffae wurde am 31. August 1963 anlässlich der Unabhängigkeitsfeiern durch Tun Mustapha mit dem ersten Grad des Darjah Yang Amat Mulia Kinabalu (The Illustrious Order of Kinabalu) ausgezeichnet, der den Titel „Datuk Seri Panglima“ beinhaltet.
Eine der höchsten Auszeichnung die der Staat Malaysia zu vergeben hat, wurde ihm am 7. Juni 1967 verliehen: Der Yang di-Pertuan Agong verlieh ihm den Titel Darjah Seri Maharaja Mangku Negara (SMN). Diese Auszeichnung beinhaltet das Recht, den Ehrentitel „Tun“ dem Namen voranstellen zu dürfen. Als weitere Auszeichnungen wurde ihm der Malaysische Gedenkorden Pingkat Peringatan Malaysia (PPM) verliehen.